# Хаби Лејм
Хабане „Хаби” Лејм (енгл. Khabane "Khaby" Lame; Дакар, 9. март 2000) сенегалски и италијански је тиктокер. Познат је по својим видео-снимцима у којима прећутно исмева компликоване „лајфхак” видее. Од априла 2023. тиктокер је с највише пратилаца.

## Биографија
Рођен је 9. марта 2000. године у Дакару. Породица му се преселила у јавни стамбени комплекс у Кивасу када је имао годину дана. Има троје браће и сестара. Школу је похађао у Италији до своје четрнаесте године, када су му родитељи одлучили да га привремено пошаљу у школу Курана у близини Дакара. Радио је као оператер РНУ машина у фабрици у близини Торина, пре него што је добио отказ у марту 2020. године.
Изјашњава се као муслиман. У октобру 2020. верио је своју девојку Зајру Нучи.